# Mary Munive
Mary Munive Angermüller, née le 10 avril 1981, est une médecin et femme politique costaricienne. Elle est deuxième vice-présidente du pays depuis mai 2022, et ministre de la Santé depuis mai 2023.

## Biographie

### Formation
Mary Denisse Munive Angermüller naît le 10 avril 1981. Elle entreprend des études de médecine à l'université du Costa Rica, dont elle est diplômée en décembre 2006. Elle complète sa formation par une spécialisation sur les services de Santé en 2013, ainsi qu'en médecine familiale et communautaire la même année. Elle obtient ensuite un diplôme en échographie à Mexico en 2016, puis en gestion et organisation des ressources
physiques de santé à l'université du Rosaire en Argentine en 2020.

### Carrière médicale
Elle commence sa carrière médicale en 2013, en tant que médecin assistante en médecine familiale et communautaire.
Mary Munive travaille successivement à la clinique Carlos Durán, à l'hôpital Dr. Carlos Luis Valverde Vega, à l'hôpital San Rafael de Alajuela et à l'hôpital de Mexico.
Elle devient chef assistante pour la planification budgétaire des zones de santé et des hôpitaux à la direction de la santé de la région Centre-nord.
Elle est également présidente de l'Association des spécialistes en médecine familiale et communautaire de Costa Rica.

### Carrière politique
Le président Rodrigo Chaves nomme Mary Munive deuxième vice-présidente de la République en avril 2022. Elle est particulièrement chargée de coordonner le secteur social du gouvernement.
L'année suivante, en mai 2023, elle est nommée en plus ministre de la Santé. Elle succède à Joselyn Chacón Madrigal, qui avait quitté ce poste ministériel en février précédent.